# Pavlos Melas
Pavlos Melas (Grieks: Παύλος Μελάς) is sedert 2011 een fusiegemeente (dimos) in de Griekse bestuurlijke regio (periferia) Centraal-Macedonië.
De drie deelgemeenten (dimotiki enotita) van de fusiegemeente zijn:
- Efkarpia (Ευκαρπία)
- Polichni (Πολίχνη)
- Stavroupoli (Σταυρούπολη)